# Домифена бромид
Домифена бромид (англ. Domiphen bromide) — антисептическое средство для лечения бактериальных и грибковых инфекций горла и полости рта. АТХ код A01AB Противомикробные препараты для местного лечения заболеваний. Применяется в виде леденцов для лечения болезней полости рта и горла, и в виде растворов для очищения ран и ожогов, лечения грибковых инфекций кожи, и дезинфекции.